# Vespadelus vulturnus
Vespadelus vulturnus é uma espécie de morcego da família Vespertilionidae. É encontrado somente no sudeste da Austrália, incluindo a Tasmânia. É um morcego pequeno que costuma pesar menos de 4 gramas (alguns machos pesam 2,5g em média), assim, por vezes, é referido como o menor mamífero da Austrália, concorrendo com a espécie de morcego Pipistrellus westralis, que tem uma média de peso de 3 gramas. O Vespadelus vulturnus é a menor espécie de morcego da Tasmânia.